# Fara v Bubenči
Fara v Bubenči v Praze 6 stojí východně od kostela svatého Gotharda na Krupkově náměstí. Je chráněna jako nemovitá kulturní památka České republiky.

## Historie
Fara byla postavena po osamostatnění bubenečské farnosti po roce 1787. V roce 1823 byla upravena, částečně i novodobě.

## Popis
Dvoupodlažní budova postavená na obdélném půdorysu je krytá valbovou střechou. Fasáda je prostá, člení ji pouze okna v páskových šambránách.